# Mother (Axel Hirsoux)
Mother (Nederlands: Moeder) is een single van de Belgische zanger Axel Hirsoux. Het nummer is geschreven en gecomponeerd door Ashley Hicklin en Rafael Artesero. Het was de Belgische inzending voor het Eurovisiesongfestival 2014 in Kopenhagen, Denemarken. Hirsoux kon er niet mee doorstoten naar de finale.

## Hitnoteringen

### VlaamseUltratop 50
| Hitnotering: (Week 1 t/m 5) 22-03-2014 t/m 19-04-2014 Hitnotering: (Week 6) 17-05-2014 | Hitnotering: (Week 1 t/m 5) 22-03-2014 t/m 19-04-2014 Hitnotering: (Week 6) 17-05-2014 | Hitnotering: (Week 1 t/m 5) 22-03-2014 t/m 19-04-2014 Hitnotering: (Week 6) 17-05-2014 | Hitnotering: (Week 1 t/m 5) 22-03-2014 t/m 19-04-2014 Hitnotering: (Week 6) 17-05-2014 | Hitnotering: (Week 1 t/m 5) 22-03-2014 t/m 19-04-2014 Hitnotering: (Week 6) 17-05-2014 | Hitnotering: (Week 1 t/m 5) 22-03-2014 t/m 19-04-2014 Hitnotering: (Week 6) 17-05-2014 | Hitnotering: (Week 1 t/m 5) 22-03-2014 t/m 19-04-2014 Hitnotering: (Week 6) 17-05-2014 | Hitnotering: (Week 1 t/m 5) 22-03-2014 t/m 19-04-2014 Hitnotering: (Week 6) 17-05-2014 | Hitnotering: (Week 1 t/m 5) 22-03-2014 t/m 19-04-2014 Hitnotering: (Week 6) 17-05-2014 |
| Week:                                                                                  | 1                                                                                      | 2                                                                                      | 3                                                                                      | 4                                                                                      | 5                                                                                      |                                                                                        | 6                                                                                      |                                                                                        |
| -------------------------------------------------------------------------------------- | -------------------------------------------------------------------------------------- | -------------------------------------------------------------------------------------- | -------------------------------------------------------------------------------------- | -------------------------------------------------------------------------------------- | -------------------------------------------------------------------------------------- | -------------------------------------------------------------------------------------- | -------------------------------------------------------------------------------------- | -------------------------------------------------------------------------------------- |
| Positie:                                                                               | 8                                                                                      | 7                                                                                      | 33                                                                                     | 41                                                                                     | 49                                                                                     | uit                                                                                    | 38                                                                                     | uit                                                                                    |

### VlaamseRadio 2 Top 30
| Hitnotering: 22-03-2014 t/m 12-07-2014 | Hitnotering: 22-03-2014 t/m 12-07-2014 | Hitnotering: 22-03-2014 t/m 12-07-2014 | Hitnotering: 22-03-2014 t/m 12-07-2014 | Hitnotering: 22-03-2014 t/m 12-07-2014 | Hitnotering: 22-03-2014 t/m 12-07-2014 | Hitnotering: 22-03-2014 t/m 12-07-2014 | Hitnotering: 22-03-2014 t/m 12-07-2014 | Hitnotering: 22-03-2014 t/m 12-07-2014 | Hitnotering: 22-03-2014 t/m 12-07-2014 | Hitnotering: 22-03-2014 t/m 12-07-2014 | Hitnotering: 22-03-2014 t/m 12-07-2014 | Hitnotering: 22-03-2014 t/m 12-07-2014 | Hitnotering: 22-03-2014 t/m 12-07-2014 | Hitnotering: 22-03-2014 t/m 12-07-2014 | Hitnotering: 22-03-2014 t/m 12-07-2014 | Hitnotering: 22-03-2014 t/m 12-07-2014 | Hitnotering: 22-03-2014 t/m 12-07-2014 | Hitnotering: 22-03-2014 t/m 12-07-2014 |
| Week:                                  | 1                                      | 2                                      | 3                                      | 4                                      | 5                                      | 6                                      | 7                                      | 8                                      | 9                                      | 10                                     | 11                                     | 12                                     | 13                                     | 14                                     | 15                                     | 16                                     | 17                                     |                                        |
| -------------------------------------- | -------------------------------------- | -------------------------------------- | -------------------------------------- | -------------------------------------- | -------------------------------------- | -------------------------------------- | -------------------------------------- | -------------------------------------- | -------------------------------------- | -------------------------------------- | -------------------------------------- | -------------------------------------- | -------------------------------------- | -------------------------------------- | -------------------------------------- | -------------------------------------- | -------------------------------------- | -------------------------------------- |
| Positie:                               | 20                                     | 16                                     | 15                                     | 14                                     | 13                                     | 11                                     | 9                                      | 8                                      | 6                                      | 8                                      | 11                                     | 16                                     | 19                                     | 24                                     | 27                                     | 29                                     | 29                                     | uit                                    |